# Гералциці (Ключборський повіт)
Гералциці (пол. Gierałcice, нім. Jeroltschütz) — село в Польщі, у гміні Волчин Ключборського повіту Опольського воєводства.
Населення — 580 осіб (2011).

## Демографія
Демографічна структура станом на 31 березня 2011 року:
|          | Загалом | Допрацездатний вік | Працездатний вік | Постпрацездатний вік |
| -------- | ------- | ------------------ | ---------------- | -------------------- |
| Чоловіки | 329     | 44                 | 254              | 31                   |
| Жінки    | 251     | 47                 | 151              | 53                   |
| Разом    | 580     | 91                 | 405              | 84                   |